# Residencia Marr
La residencia Marr es un sitio histórico ubicado en el barrio Nutana, en Saskatoon, Saskatchewan, Canadá. Construida en 1884 por el cantero Alexander "Sandy" Marr, es el edificio más antiguo de Saskatoon en su sitio original.
Fue una de varias casas utilizadas como un hospital de campaña para tratar a los soldados heridos durante la Rebelión del Noroeste. Cuando el hospital fue cerrado en 1885 la casa fue devuelta a la familia Marr. A pesar de que dejaron Saskatoon en 1889, el nombre de la familia Marr se mantuvo asociado con la casa. La casa siguió siendo una propiedad residencial hasta la década de 1970.
La residencia Marr fue designada como un bien del patrimonio municipal el 11 de enero de 1982. Se destaca por su mezcla de arquitectura del Segundo Imperio y pionero, en particular, su techo abuhardillado. Actualmente el edificio es propiedad de la ciudad de Saskatoon y se considera un sitio histórico por la Autoridad Meewasin Valley.